# Robousy
Robousy jsou vesnice, část města Jičín. Nachází se přibližně tři kilometry východně od centra města. Katastrální území Robousy má výměru 7,3 km² a leží na něm místní části Dvorce a Robousy.
Robousy se nepsaně dělí na horní Robousy a dolní Robousy.[zdroj⁠?!] Obě části od sebe dělí průjezd pod čtyřproudovou komunikací, spojující Jičín a křižovatku (resp. kruhový objezd), která se dělí na směr Úlibice a Hradec Králové nebo směr Nová Paka. Horní Robousy se nacházejí přímo vedle východní průmyslové zóny Jičína, dolní Robousy leží za podjezdem a silnice vede dolními Robousy až do Kacákové Lhoty.

## Historie
První písemná zmínka o vesnici pochází z roku 1357.
V roce 1596 vesnici prodala Kateřina z Donína jako součást dřevěnického panství Janu Rudolfovi Trčkovi z Lípy.

## Společnost
Je zde fotbalové hřiště, hostinec, kravín místního JZD či jezdecký klub. Podél hlavní silnice I/35 se nachází čerpací stanice (ORLEN a MOL), autosalon (Citroën, KIA). Na kraji obce u okružní křižovatky silnic II/286 a I/35, je prodejna s nábytkem a zahradními potřebami.

## Pamětihodnosti
- Kostel Nalezení svatého Kříže se hřbitovem
- Sousoší Piety
- Sloup se sochou svatého Vojtěcha